# دواين برويلز
دواين برويلز (بالإنجليزية: Dwayne Broyles)‏ مواليد 10 يوليو 1982 في كانتون، هو لاعب كرة سلة أمريكي سابق. بدأ مسيرته الاحترافية في سنة 2004. يبلغ طوله 6 قدم 5 بوصة (2.0 م).

## المسيرة الاحترافية
لعب مع نادي شيبينيك لكرة السلة في موسم 2004–2005، ثم لعب مع نادي زغرب لكرة السلة من سنة 2005 إلى 2007، ثم لعب مع إيه إس كي ريغا في موسم 2007–2008، ثم لعب مع سبيرو شارلوروا من سنة 2008 إلى 2012.

## روابط خارجية
- دواين برويلز على موقع الدوري الأوروبي لكرة السلة (الإنجليزية)
- دواين برويلز على موقع كرة السلة الأوروبية.كوم (الإنجليزية)
- دواين برويلز على موقع كلية كرة السلة في سبورتس رفرنس.كوم (الإنجليزية)
- دواين برويلز على موقع ريلجم (الإنجليزية)
- دواين برويلز على موقع بروبوليرز (الإنجليزية)
- دواين برويلز على موقع سبورتس رفرنس (الإنجليزية)